# Gabriel Antonio Pereira
Gabriel Antonio Pereira (Montevideo, 17. ožujka 1794. – Montevideo,  14. travnja 1861.) bio je urugvajski političar i Predsjednik Urugvaja, član Colorado stranke.
Bio je sin bogatog galicijskog zemljoposjednika Antonia Pereire Gomeza i njegove supruge Marie Assunte Villagrankroze Artigas. Nećak je urugvajskog borca za neovisnost i nacionalnog junak Josea Gervasia Artigasa. Oženio se svojom rođakinjom Dolores Vidal Villagrankroz, s kojom nije imao djece.
Godine 1811. pridružio se urugvajskim postrojbama, gdje je obnašao brojne visoke položaje: bio je Artigasov poručnik u Drugoj opsadi Montevidea i kapetan paravojnih protukolonizatorskih postrojbi. Cijeli život bio je član malobrojne, ali vrlo utjecajne masonske lože, koja je tijekom 1820-ih i 1830-ih godina svoje članove postavljala za predsjednike, potpredsjednike ili ministre kad god Narodna stranka nije bila na vlasti.
Od 1821. do 1823. godine bio je i vijećnik u Gradskom vijeću Montevidea. Bio je pristaša sklapanja dobrih odnosa s Argentinom, pa je na tom području surađivao s Carlosom Anayom. Trebao je biti i urugvajski veleposlanik u Buenos Airesu, ali tada nije uspio pridobiti argentinske vlasti na otvaranje veleposlanstva.
Bio je jedan od potpisnika Urugvajske deklaracije o neovisnosti 25. kolovoza 1825. godine. Vršio je dužnost predstavnika grada Canelonesa u Ustavptvornoj skupštini. Radio je i Povjerenstvu za izradbu Ustava tijekom 1830. godine. Potom, između 1831. i 1832. godine bio je ministar novčarstva (financija). Od 1933. do 1938. godine bio je senator i Urugvajskog senata. Nakon vršienja predsjedničke dužnosti, radio je do 1843. godine u Vijeću i Ministarstvu obrane, a 1847. je bio i ministar obrane.
Od 1. ožujka 1856. do 1. ožujka 1860. vršio je dužnost 6. predsjednika Urugvaja. Oštro se borio protiv konzervativaca koji su htjeli izmjene Ustava i smanjenje predsjedničke plaće. Nakon predsjedničkog mandata, ponovno je bio senator do svoje smrti.